# Lis Beyer-Volger
Lis Beyer-Volger, née Elisabeth Beyer le 27 août 1906 à Hambourg et décédée le 28 octobre 1973 à Süchteln, est une artiste textile, tisserande et graphiste allemande. Après une formation au Bauhaus, elle développe des échantillons de tissus et des vêtements et dirige un atelier de tissage à Würzburg.

## Vie et Œuvre

### Formation
Après sa scolarité, Elisabeth Beyer suit l'enseignement du Bauhaus, d'abord à Weimar de 1923 à 1925, puis à Dessau jusqu'en 1929. Elle y suit le cours préliminaire de Johannes Itten, ainsi que ceux de Paul Klee et Vassily Kandinsky.
En 1923-1924, elle passe plus de deux ans dans l'atelier de tissage, d'abord avec Georg Muche et Helene Börner (de) puis avec Gunta Stölzl en 1926 à Dessau.
Durant son cursus au Bauhaus, Lis Beyer participe également comme comédienne, chanteuse, danseuse et créatrice de costumes aux représentations théâtrales d'Oskar Schlemmer.
Elle apparaît souvent sur les photographies prises au Bauhaus, au travail, dans des fêtes costumées, dans des spectacles, par, entre autres, T. Lux Feininger, Lotte Beese et Margit Kallin. Il semble qu'elle ait joué un rôle important dans la vie du Bauhaus.
En 1927, elle passe le brevet de compagnon tisserand à la chambre des métiers de Dessau, puis, deux ans plus tard, l'examen de maîtrise en tissage à l'école Max à Würzburg.
Elle se rend ensuite à Krefeld pour compléter sa formation et y suit un cours de trois mois à l'école de teinture.

### Vie professionnelle
De retour à Dessau, elle crée l'atelier de teinture au Bauhaus. À partir de 1928, elle est employée à l'atelier de tissage dirigé par Gunta Stölzl et développe des tissus "au mètre" destinés à l'industrie et participe à la création de livres d'échantillons pour les textiles destinés à l'ameublement et aux vêtements.

#### La robe du Bauhaus
En 1928, elle conçoit une robe simple et élégante qui est devenue emblématique du Bauhaus, un des rares vêtements confectionnés au Bauhaus. C'est une élégante robe, simple et sobre, de coupe droite et ajustée, en coton et soie artificielle. Les tons délicats bleu pâle compensent la grossièreté d'un tissu robuste. Le design minimaliste et fonctionnel utilisé par Lis Beyer fait de sa robe un attribut pour la femme moderne du Bauhaus,. En 1929, elle réussit l'examen de maître tisserand devant la Chambre des métiers de Dessau.
En mars 1929, elle dirige la classe de tissage de l'École Max de Würzburg. Elle réorganise cette classe suivant le modèle du Bauhaus. Les produits de l'atelier, comme des tissus pour la confection ou des tapisseries murales, ont un succès commercial et se vendent bien.
En 1932, Lis Beyer épouse l'architecte Hans Volger, qu'elle a rencontré au Bauhaus de Dessau. Ils auront deux enfants, Alexander et Elisabeth.
En 1938, lorsque Hans Volger obtient un poste d' architecte de la ville de Krefeld, la famille s'y installe dans une maison conçue par Hans.
Dès lors, l'art et le tissage ne sont plus que des activités secondaires et de loisirs pour Lis Beyer.
À partir de 1965 elle vit avec son mari à Bad Krozingen.
Elle décède en 1973 dans la maison de sa fille à Viersen-Süchteln, peu de temps après son mari Hans Vogler.
Les œuvres de Lis Beyer-Volger sont présentées dans de nombreux musées d'art et de design, dont le Bauhaus-Archiv Berlin, les collections d'art de Weimar et le Musée d'art moderne occidental de Saint-Pétersbourg.